# The Blob
The Blob (bra: A Bolha Assassina) é um filme estadunidense de 1958 do gênero horror, dirigido por Irvin Yeaworth. Produção independente distribuida pela  Paramount, de parcos recursos e realização precária, valorizada por ser colorida (a maioria dos filmes equivalentes na época eram em preto & branco) e pela presença do futuro astro Steve McQueen no papel do jovem protagonista. O filme inspirou a canção "The Blob" (gravada pelo grupo de estúdio The Five Blobs), escrita por Burt Bacharach (então desconhecido, co-autor da canção tema) e Mack David. A trilha sonora musical foi composta por  Ralph Carmichael.
O filme teve uma sequência lançada como comédia quatorze anos depois, com o título de Beware! The Blob (1972), dirigida por Larry Hagman, em que a Bolha desta feita ataca um subúrbio de Los Angeles. E um remake de 1988, no qual a origem da Bolha é mudada.
As locações foram nos arredores da Pensilvânia.

## Sinopse
Certa noite, Steve está com sua namorada Jane em seu carro conversível estacionado ao ar livre, quando ambos notam a queda de um meteorito numa colina próxima. Ao se dirigirem ao local aproximado, nada encontram, mas ao retornarem quase atropelam um velho que cruza a estrada gritando. Ao ir atrás dele, Steve nota que o velho tem alguma coisa gosmenta na mão e que lhe causa muita dor. Steve então o coloca no carro e o leva à cidade (Phoenixville), ao consultório médico do Doutor Hallen.
Mais tarde, Steve retorna ao local e vê o que parece uma massa disforme e monstruosa absorver por inteiro uma pessoa. Apavorado, ele tenta contar à polícia, mas duvidam dele, pois seus amigos adolescentes costumam pregar peças nos policiais. Steve então pede ajuda a esses mesmos amigos para alertar a cidade do perigo que estão correndo. Mas somente quando a criatura agora  gigantesca ataca um cinema lotado, é que as pessoas descobrem a real ameça que paira sobre todos.

## Elenco principal
- Steve McQueen...Steve Andrews (Como "Steven McQueen")
- Aneta Corsaut...Jane Martin
- Earl Rowe...Delegado Dave
- Olin Howland...velho
- Alden 'Stephen' Chase...Dr. T. Hallen (como Steven Chase)
- Elbert Smith...Henry Martin
- Hugh Graham...Sr. Andrews